# Рубін Павло Германович
Павло Германович Рубін (* 17 листопада 1874, Вільнюс — 30 липня 1960, Харків) — український металург.

## Біографія
Народився в сім'ї вчителя у м. Вільні (Вільнюс). Його дитинство пройшло в м. Колпіно.
Після навчання в Санкт-Петербурзькому міському  училищі  вступив до 2-ї Санкт-Перербурзької гімназії.
У 1898 році закінчує Санкт-Петербурзький гірничий інститут (Санкт-Петербурзький гірничий університет).
У 1898 — 1899 вивчав металургійне виробництво у Німеччині, Бельгії, Франції та Люксембурзі.
У 1900 — 1931 викладач (з 1906 — професор) Катеринославського Вищого Гірничого Училища (тепер Національний гірничий університет України), з 1924 по 1927 роки очолював Катеринославську секцію наукових працівників, з 1932 — у високих школах Росії, у 1931 — 1938 рр. керував доменною лабораторією в Українському НДІ металів. У роки Другої світової війни очолював кафедру металургії чавуну в Сибірському металургійному інституті та одночасно — академічний хіміко-металургійний інститут Західносибірського філіалу АН СРСР. З 1959 — завідувач кафедрою металургії Харківського Інженерно-Економічного Інституту. Основні праці з питань виробництва коксу, доменного виробництва тощо.
1944 — заслужений діяч науки і техніки УРСР.

## Праці
- Обессеривание чугуна и стали: библиогр. указ. сов. и иностр. лит. / Украинский НИИ металлов; ред. П. Г. Рубин. - Х.: Изд. УкрНИТОМ, 1941. - 46 с.
- Топливо: исследования. Обработка. Использование / ред. П. Г. Рубин; Научно-технический отдел В.С.Н.Х.-У.С.С.Р. - Б.м.: Государственное издательство Украины, 1925. - 395 с.
- Записи: воспоминания профессора, пионера коксохимии / П. Г. Рубин. - Д.: НГУ, 2009. - 127 с.: